# Chassé (geslacht)
Chassé is een Nederlands geslacht waarvan leden sinds 1830 tot de Nederlandse adel behoren en dat in 1861 uitstierf.

## Geschiedenis
De stamreeks begint met ds. Johan Chassé, predikant die in 1731 te Maurik overleed.
Een achterkleinzoon van de laatstgenoemde, de beroemde generaal David Hendrik Chassé, werd op 1 juli 1810 verheven tot baron door koning Lodewijk Napoleon en bij keizerlijk decreet van 30 juni 1811 tot baron de l'Empire. Diens broer werd op 5 augustus 1830 verheven in de Nederlandse adel met de titel van baron bij eerstgeboorte. Met zijn dochter, jkvr. Juliana Cornelia Theodora Chassé (1805-1861) stierf het Nederlandse adellijke geslacht uit; haar man, mr. Jacobus Adrianus Verploegh (1790-1858) verkreeg in 1848 bij KB naamswijziging tot Verploegh Chassé waardoor via hem de naam Chassé nog voortleeft.

## Afbeeldingen

Familiewapen per Koninklijk Besluit van 14 mei 1822
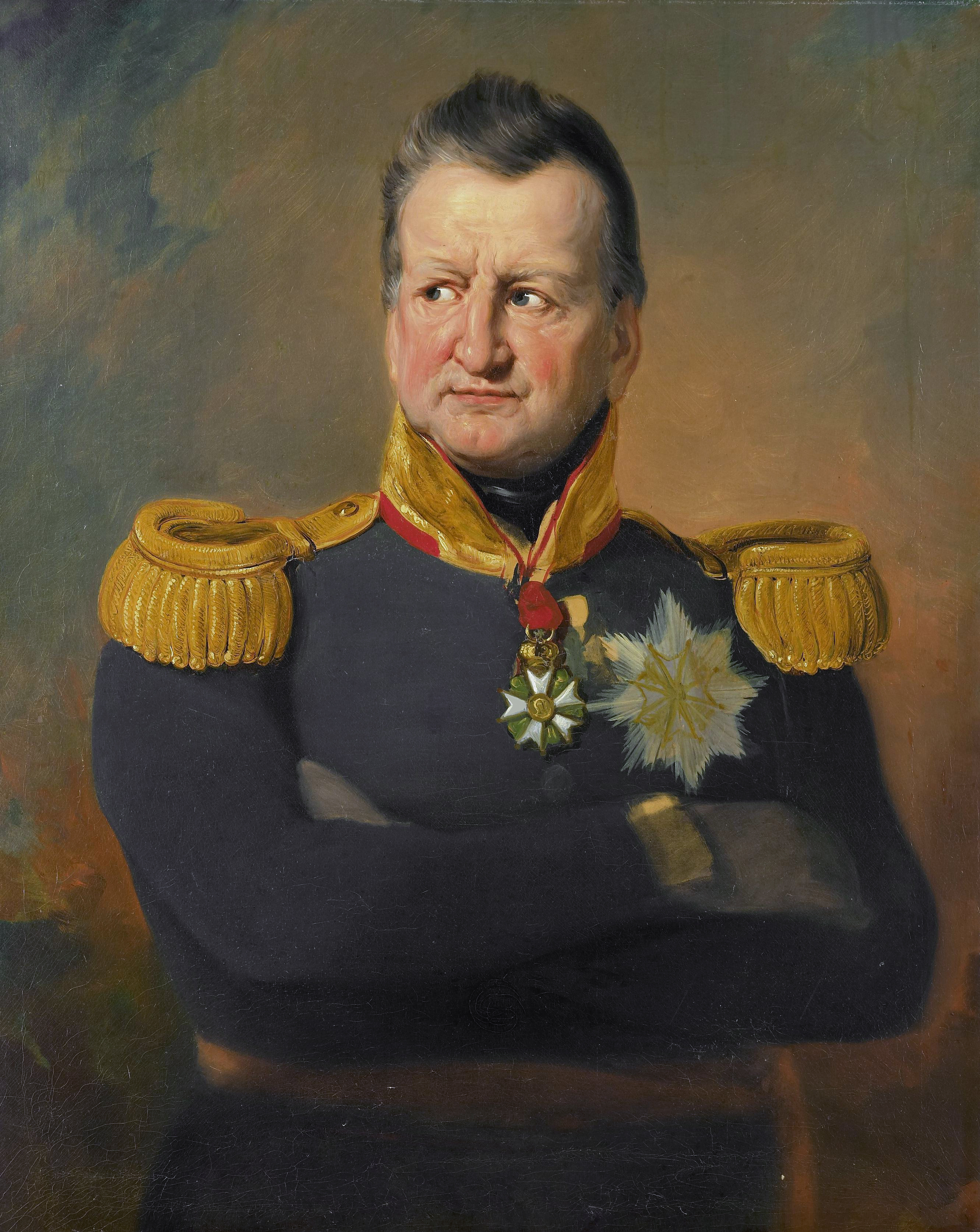
Portretschilderij van generaal D.H. Chassé door Jan Willem Pieneman, 1832